# 朱堯娥
壽陽公主（1565年5月8日—1590年10月17日），名朱堯娥，明朝公主，明穆宗第三女，明神宗的同母妹妹。母親是李貴妃。

## 生平
嘉靖四十四年四月初九日（1565年5月8日）出生，萬曆九年下嫁侯拱辰。万历十八年九月十九日（1590年10月17日）薨，享年25岁，沒有生育子女。
後发生国本之争（太子朱常洛与福王朱常洵），侯拱辰掌管宗人府，亦参与力争。萬曆四十五年（1617年），駙馬侯拱辰以庶出兒子侯昌國冒為公主之子，為之奏討得正一品都督之職。侯拱辰卒後諡榮康。